# Ambassade d'Allemagne en Russie
L'ambassade d'Allemagne en Russie est la représentation diplomatique de l'Allemagne auprès de la fédération de Russie. Elle est située au no 56 rue Mosfilmovskaya à Moscou, la capitale du pays, et son ambassadeur est, depuis 2014, Rüdiger von Fritsch.

## Histoire
Sous l'Empire allemand (1871-1919), l'ambassade se trouvait à Saint-Pétersbourg, 11/41 place Saint-Isaac (cf. Embassy of Germany, Saint Petersburg (en)).

### Liste des ambassadeurs d'Allemagne en Russie

#### Ambassadeurs entre 1868 et 1914

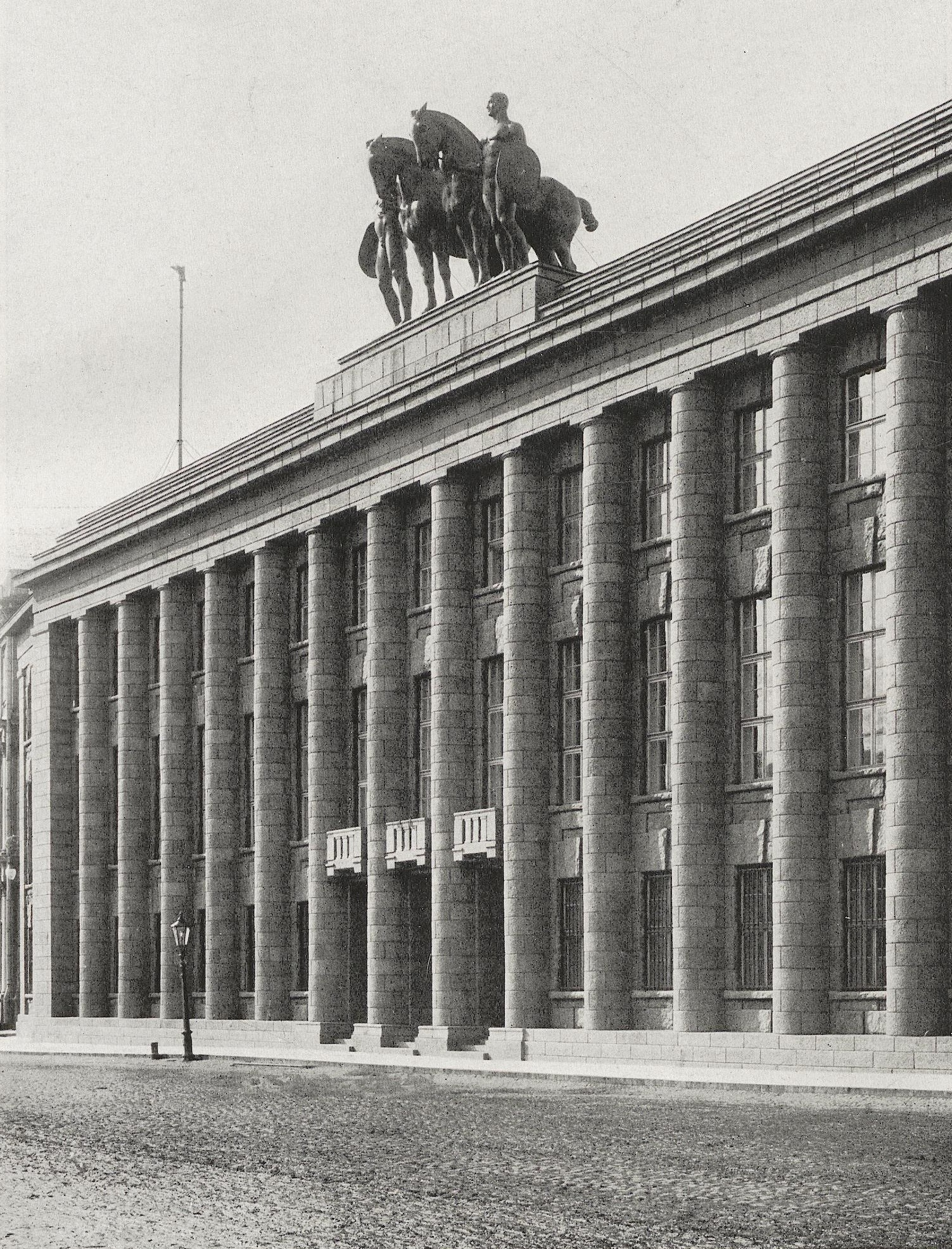
L'ambassade de l'Empire allemand en 1912.

| Nom                                                                    | Image                                                   | Dates                                                   | Lieux                                                   |
| Ambassadeurs de la Confédération de l'Allemagne du Nord                | Ambassadeurs de la Confédération de l'Allemagne du Nord | Ambassadeurs de la Confédération de l'Allemagne du Nord | Ambassadeurs de la Confédération de l'Allemagne du Nord |
| ---------------------------------------------------------------------- | ------------------------------------------------------- | ------------------------------------------------------- | ------------------------------------------------------- |
| 1868 : établissement des relations diplomatiques                       |                                                         |                                                         |                                                         |
| Henri VII Reuss de Köstritz                                            |                                                         | 1868–1871                                               | Saint-Pétersbourg                                       |
| Ambassadeurs de l'Empire allemand                                      |                                                         |                                                         |                                                         |
| Henri VII Reuss de Köstritz                                            |                                                         | 1871–1876                                               | Saint-Pétersbourg                                       |
| Hans Lothar von Schweinitz                                             |                                                         | 1876–1892                                               | Saint-Pétersbourg                                       |
| Bernhard Franz Wilhelm von Werder                                      |                                                         | 1892–1895                                               | Saint-Pétersbourg                                       |
| Hugo von Radolin                                                       |                                                         | 1895–1901                                               | Saint-Pétersbourg                                       |
| Friedrich Johann von Alvensleben                                       |                                                         | 1901–1905                                               |                                                         |
| Wilhelm von Schoen                                                     |                                                         | 1905–1907                                               | Saint-Pétersbourg                                       |
| Friedrich Pourtalès (de)                                               |                                                         | 1907–1914                                               | Saint-Pétersbourg                                       |
| 1914 : rupture des relations à la suite de la Première Guerre mondiale |                                                         |                                                         |                                                         |

#### Ambassadeurs entre 1918 et 1941
| Nom                                                                                         | Image                                                                      | Dates                                                                      | Commentaires                                                               |
| Ambassadeurs du Reich allemand (République de Weimar puis Troisième Reich)                  | Ambassadeurs du Reich allemand (République de Weimar puis Troisième Reich) | Ambassadeurs du Reich allemand (République de Weimar puis Troisième Reich) | Ambassadeurs du Reich allemand (République de Weimar puis Troisième Reich) |
| ------------------------------------------------------------------------------------------- | -------------------------------------------------------------------------- | -------------------------------------------------------------------------- | -------------------------------------------------------------------------- |
| Wilhelm von Mirbach                                                                         |                                                                            | 1918                                                                       | Assassiné le 6 juillet.                                                    |
| Karl Helfferich                                                                             |                                                                            | 1918                                                                       |                                                                            |
| Poste vacant                                                                                | Poste vacant                                                               | 1918–1921                                                                  |                                                                            |
| 1921: reprise des relations diplomatiques après le traité de Rapallo                        |                                                                            |                                                                            |                                                                            |
| Kurt Wiedenfeld                                                                             |                                                                            | 1921–1922                                                                  |                                                                            |
| Ulrich von Brockdorff-Rantzau                                                               |                                                                            | 1922–1928                                                                  |                                                                            |
| Herbert von Dirksen                                                                         |                                                                            | 1928–1933                                                                  |                                                                            |
| Rudolf Nadolny                                                                              |                                                                            | 1933–1934                                                                  |                                                                            |
| Friedrich-Werner von der Schulenburg                                                        | Friedrich Werner von der Schulenburg                                       | 1934–1941                                                                  |                                                                            |
| 22 juin 1941 : rupture des relations en conséquence de l'invasion de l'URSS par l'Allemagne |                                                                            |                                                                            |                                                                            |

#### Ambassadeurs entre 1946 et 1993

##### République démocratique allemande
| Nom                                                         | Image                                                | Dates                                                |
| Ambassadeurs de la République démocratique allemande        | Ambassadeurs de la République démocratique allemande | Ambassadeurs de la République démocratique allemande |
| ----------------------------------------------------------- | ---------------------------------------------------- | ---------------------------------------------------- |
| 15 octobre 1949 : établissement des relations diplomatiques |                                                      |                                                      |
| Rudolf Appelt (1900–1955)                                   |                                                      | 1949–1953                                            |
| Rudolf Appelt (1900–1955)                                   |                                                      | 1953–1955                                            |
| Johannes König (1903–1966)                                  |                                                      | 1955–1959                                            |
| Rudolf Dölling (1902–1975)                                  |                                                      | 1959–1965                                            |
| Horst Bittner (1927–2013)                                   |                                                      | 1965–1974                                            |
| Harry Ott (1933–2005)                                       |                                                      | 1974–1980                                            |
| Egon Winkelmann (1928–2015)                                 |                                                      | 1981–1986                                            |
| Gerd König (1930–2009)                                      |                                                      | 1987–1990                                            |

##### République fédérale allemande
| Nom                                                | Image                                            | Dates                                            |
| Ambassadeurs de la République fédérale allemande   | Ambassadeurs de la République fédérale allemande | Ambassadeurs de la République fédérale allemande |
| -------------------------------------------------- | ------------------------------------------------ | ------------------------------------------------ |
| 12 mars 1956 : reprise des relations diplomatiques |                                                  |                                                  |
| Wilhelm Haas                                       |                                                  | 1956–1958                                        |
| Hans Kroll                                         |                                                  | 1958–1962                                        |
| Horst Groepper                                     |                                                  | 1962–1966                                        |
| Gebhardt von Walther                               |                                                  | 1966–1968                                        |
| Helmut Allardt                                     |                                                  | 1968–1972                                        |
| Ulrich Sahm                                        |                                                  | 1972–1977                                        |
| Hans-Georg Wieck                                   |                                                  | 1977–1980                                        |
| Andreas Meyer-Landrut                              |                                                  | 1980–1983                                        |
| Hansjörg Kastl                                     |                                                  | 1983–1987                                        |
| Andreas Meyer-Landrut                              |                                                  | 1987–1989                                        |
| Klaus Blech                                        |                                                  | 1989–1993                                        |

#### Ambassadeurs post-réunification
| Nom                            | Image                    | Dates                    |
| Ambassadeurs d'Allemagne       | Ambassadeurs d'Allemagne | Ambassadeurs d'Allemagne |
| ------------------------------ | ------------------------ | ------------------------ |
| Otto von der Gablentz          |                          | 1993–1995                |
| Ernst-Jörg von Studnitz        |                          | 1995–2002                |
| Hans-Friedrich von Ploetz (de) |                          | 2002–2005                |
| Walter Jürgen Schmid           |                          | 2005–2010                |
| Ulrich Brandenburg             |                          | 2010–2013                |
| Rüdiger Freiherr von Fritsch   |                          | Depuis 2014              |

## Dans la fiction
- La mission « Les soirées de l'ambassadeur » du jeu vidéo Hitman 2: Silent Assassin (2002) se déroule à l'ambassade d'Allemagne en Russie, dans un bâtiment fictif qui ressemble à l'Institut Smolny.

## Sources
- (de) Cet article est partiellement ou en totalité issu de l’article de Wikipédia en allemand intitulé « Liste der deutschen Botschafter in Russland » (voir la liste des auteurs).